# Mauro Júnior
Pour les articles homonymes, voir Júnior.
Mauro Júnior est un footballeur brésilien né le 6 mai 1999 à Palmital. Il évolue au poste de milieu de terrain à PSV Eindhoven.

## Biographie

### En club
Le 23 juin 2017, il signe en faveur du PSV Eindhoven, pour une durée de cinq ans. 

### En sélection
Il participe avec l'équipe du Brésil des moins de 17 ans au championnat sud-américain des moins de 17 ans en 2015.

## Statistiques
Ce tableau résume les statistiques en carrière de Mauro Júnior.

### En club
| Saison                | Club                   | Championnat           | Championnat | Championnat | Coupe(s) nationale(s) | Coupe(s) nationale(s) | Supercoupe | Supercoupe | Compétition(s) continentale(s) | Compétition(s) continentale(s) | Compétition(s) continentale(s) | Total | Total |
| Saison                | Club                   | Division              | M.          | B.          | M.                    | B.                    | M.         | B.         | Comp.                          | M.                             | B.                             | M.    | B.    |
| 2017-2018             | Jong PSV               | Eerste Divisie        | 13          | 1           | -                     | -                     | -          | -          | -                              | -                              | -                              | 13    | 1     |
| 2018-2019             | Jong PSV               | Eerste Divisie        | 17          | 6           | -                     | -                     | -          | -          | -                              | -                              | -                              | 17    | 6     |
| Sous-total            | Sous-total             | Sous-total            | 30          | 7           | 0                     | 0                     | 0          | 0          | -                              | 0                              | 0                              | 30    | 7     |
| 2019-2020             | Heracles Almelo (prêt) | Eredivisie            | 26          | 6           | 3                     | 0                     | -          | -          | -                              | -                              | -                              | 29    | 6     |
| Sous-total            | Sous-total             | Sous-total            | 26          | 6           | 3                     | 0                     | 0          | 0          | -                              | 0                              | 0                              | 29    | 6     |
| 2017-2018             | PSV Eindhoven          | Eredivisie            | 15          | 1           | 2                     | 0                     | -          | -          | -                              | -                              | -                              | 17    | 1     |
| 2018-2019             | PSV Eindhoven          | Eredivisie            | 4           | 0           | 2                     | 1                     | 1          | 0          | C1                             | 1                              | 0                              | 8     | 1     |
| 2020-2021             | PSV Eindhoven          | Eredivisie            | 19          | 2           | 2                     | 0                     | -          | -          | C3                             | 7                              | 1                              | 28    | 3     |
| 2021-2022             | PSV Eindhoven          | Eredivisie            | 27          | 2           | 2                     | 0                     | -          | -          | C1+C3                          | 2+3+6                          | 0+0+0                          | 40    | 2     |
| 2022-2023             | PSV Eindhoven          | Eredivisie            | 6           | 0           | 2                     | 0                     | -          | -          | C1+C3                          | 0+3                            | 0+0                            | 11    | 0     |
| 2023-2024             | PSV Eindhoven          | Eredivisie            | 5           | 0           | 2                     | 0                     | -          | -          | C1                             | 1                              | 0                              | 8     | 0     |
| Sous-total            | Sous-total             | Sous-total            | 76          | 5           | 12                    | 1                     | 1          | 0          | -                              | 22                             | 1                              | 111   | 7     |
| Total sur la carrière | Total sur la carrière  | Total sur la carrière | 132         | 18          | 15                    | 1                     | 1          | 0          | -                              | 22                             | 0                              | 170   | 19    |

## Palmarès
- Vainqueur du championnat sud-américain des moins de 17 ans en 2015 avec l'équipe du Brésil des moins de 17 ans

- PSV Eindhoven
  - Champion des Pays-Bas en 2018
  - Vainqueur de la Coupe des Pays-Bas en 2022.